# 查比高恩斯足球會
查比高恩斯足球會（葡萄牙語：Associação Chapecoense de Futebol），常稱沙佩科恩斯，或沙佩科人（Chapecoense），簡稱ACF，是一支巴西足球會，现在处于巴西足球乙級聯賽中。球队曾经兩奪省冠軍。1973年球會於沙佩科成立，4年后贏得首項錦標，球會總共贏過4次州聯賽冠軍，2013年巴乙联赛中得到亞軍而升级进入巴甲联赛。2014年巴甲联赛中，他們38戰得43分排在第15名。主場球場為干達球場。
哥伦比亚当地时间2016年11月28日晚22点15分左右，载有72名乘客和9名机组工作人员的航機，發生拉米亞航空2933號班機空難，飛機墮落於哥伦比亚麦德林附近的山上，其中包括了沙佩科恩斯队的大部分球员和球队教练、部分管理层人员等。他们原本计划前往麦德林进行与國民競技的南美杯决赛。巴西政府決定就此事致哀三天。2021年1月下旬，他們在巴乙最後一輪比賽以3：1勝出，在得失球反超亞美尼加明尼路上榜首後上奪冠，以冠軍身份再次升上巴甲。

## 历史
1973年5月10日，沙佩科竞技队（Atlético Chapecoense）与独立队（Independente）合并，成立了沙佩科恩斯足球俱乐部。
2002年，球队改名为Associação Chapecoense Kindermann/Mastervet。随后在2006年，他们改回了现在的名字。
2014年，他们重新回到了巴甲联赛。
2016年8月至11月，他們參與南美球會盃先後擊敗古亞巴、獨立隊、青年體育會及聖羅倫素歷史性闖入南美盃決賽。
2016年11月28日，發生拉米亞航空2933號班機空難，沙佩科恩斯足球俱乐部乘坐的飞机飞机坠落在麦德林附近的山上，机上仅有6人生还，事後球隊將隊徵上增加了一大一小兩顆星星，大星代表著因而追授的南美俱樂部杯冠軍，小星則代表著在空難中死亡的球員。
2017年賽季，他們首次進入南美自由杯，最終成績2勝1平3負成績於小組排名第三，轉戰至南美俱樂部盃，並擊敗了阿根廷的防衛者社會體育俱樂部，再度闖進南美俱樂部盃16強。

## 荣誉
- 國際
  - 南美杯冠军：2016（逕行授予[7]）
- 國家
  - 巴西足球乙級聯賽冠軍：2020
- 州際
  - 巴西馬托格羅索州聯賽(7): 1977, 1996, 2007, 2011, 2016, 2017, 2020